# 20e régiment d'infanterie (France)
Le 20e régiment d'infanterie (20e RI) est un régiment d'infanterie de l'Armée de terre française créé sous la Révolution à partir du régiment de Cambrésis, un régiment français d'Ancien Régime.

## Création et différentes dénominations
- 25 mars 1776 : Le régiment de Flandre est dédoublé. Les 1er et 2e bataillons conservent le titre, les drapeaux et le costume du régiment de Flandre. Les 3e et 4e bataillons forment le régiment de Cambrésis.
- 1er janvier 1791 : tous les régiments prennent un nom composé du nom de leur arme avec un numéro d’ordre donné selon leur ancienneté. Le régiment de Cambrésis devient le 20e régiment d'infanterie de ligne ci-devant Cambrésis.
- 1793 : création de la 20e demi-brigade de première formation.
- 1796 : reformé en tant que 20e demi-brigade de deuxième formation
- 1803 : renommé 20e régiment d'infanterie de ligne.
- 1814 : pendant la Première Restauration et les Cent-Jours, le régiment garde son numéro
- 16 juillet 1815 : comme l'ensemble de l'armée napoléonienne, il est licencié à la Seconde Restauration
- 11 août 1815 : création de la légion de l'Hérault
- 1820 : la 32e légion de l'Hérault est amalgamée et renommée 20e régiment d'infanterie de ligne.
- 1870 : devient le 20e régiment de marche
- 1871 : reprend le nom de 20e régiment d'infanterie de ligne
- 1882 : à'20e régiment d'infanterie
- 1914 : à la mobilisation, il met sur pied son régiment de réserve, le 220e régiment d'infanterie
- 1984 : 35e groupement de camp - 20e régiment d'infanterie
- 2009 : le camp de La Courtine est rattaché au 126e régiment d’infanterie
- 2019 : le camp de La Courtine retrouve le drapeau du 20e régiment d'infanterie

## Chefs de Corps
- 1791 : colonel Charles Étienne Marguerite Desbordes (1736-1792)
- 1793 : chef de brigade Hyacinthe Roger Duprat (1732-?) deviendra général de division
- 1800 : chef de brigade Jérôme François Germain Guestard (1756-?)
- 1802 : chef de brigade puis colonel Louis Pierre Jean Aphrodise Cassan (1771-1852) deviendra général de brigade
- 1811 : colonel Jacques Henri Esnard (1764-1853) deviendra général de brigade
- 1830 : colonel Jean-Marie Horric de la Motte (1786-1850)
- 1849 : colonel Louis Yves Marulaz (1802-1882) deviendra général de division
- 1851-1854 : colonel Pierre Louis Charles de Failly (1810-1892) deviendra sénateur et général de division
- 1871-1879 : colonel Léon Miquel de Riu (1823-1899), deviendra général de brigade en 1880
- 1895-1897 : colonel Jean Sandherr
- 1906-1910 : colonel Georges Bloch, deviendra général de division
- 1914-1914 : colonel Henri Detrie, mort au combat
- 1914-1914 : commandant Dizot,
- 1914-1914 : lieutenant-colonel René Mollandin deviendra général de division en 1921
- 1914-1915 : lieutenant-colonel  Henri Verley
- 1915-...... :
- 15 mai 1917 - ..... : lieutenant-colonel Neltner

## Historique des garnisons, combats et batailles du20eRI
1791-1792 : après les troubles de Perpignan et les accusations de vouloir livrer la citadelle aux Espagnols, l'Assemblée nationale législative prit en janvier 1792 un décret d’accusation contre les 28 officiers soupçonnés « d’attentat contre la sécurité de l’Etat », dont le colonel Desbordes, et ordonna leur transfert devant la Haute Cour nationale d’Orléans. Ils furent ensuite conduits à Versailles et massacrés à leur arrivée en septembre 1792.
1871 : au camp de Sathonay (près de Lyon) puis à Montauban.
1914 : casernements ou lieux de regroupement sont Montauban, Marmande et Casteljaloux.
Lors de la première guerre mondiale le régiment participa aux batailles sur le front de l'Ouest (Belgique et France) avec 7 citations à l’ordre de l’armée, fourragère verte.
- 1914 : Ardennes, Marne, Champagne
- 1915 : Champagne, Artois
- 1916 : Artois, Lorraine, Champagne, Verdun
- 1917 : St Mihiel, Marne, Verdun
- 1918 : Wöevre, Marne, Ailette, Oise

### Guerres de la Révolution et de l'Empire

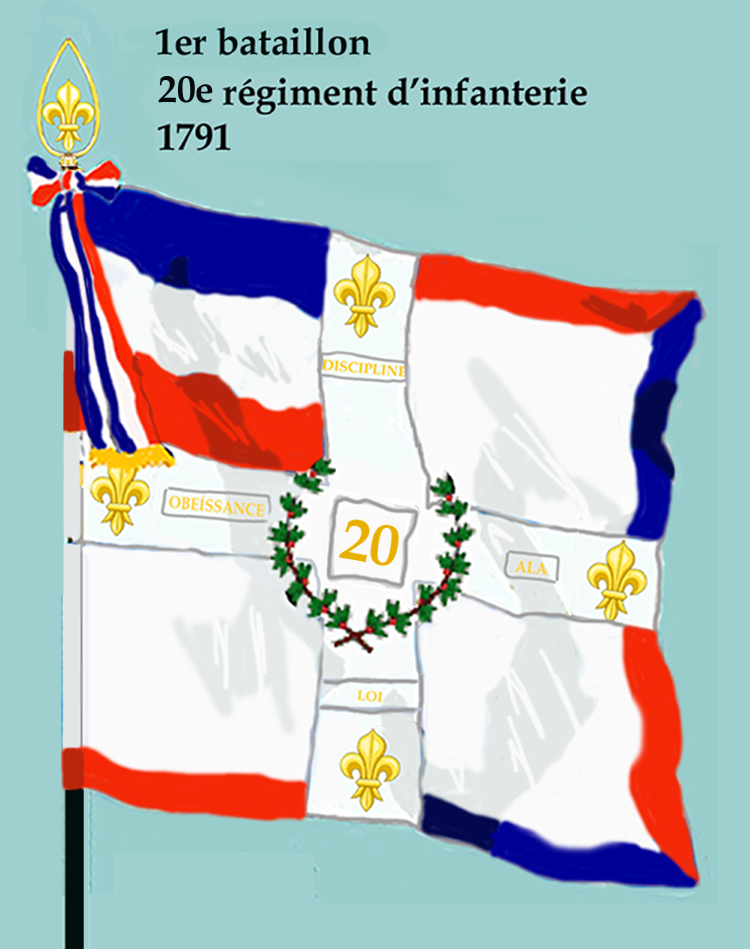
Drapeau du 1er bataillon du 20e régiment d'infanterie de ligne de 1791 à 1793
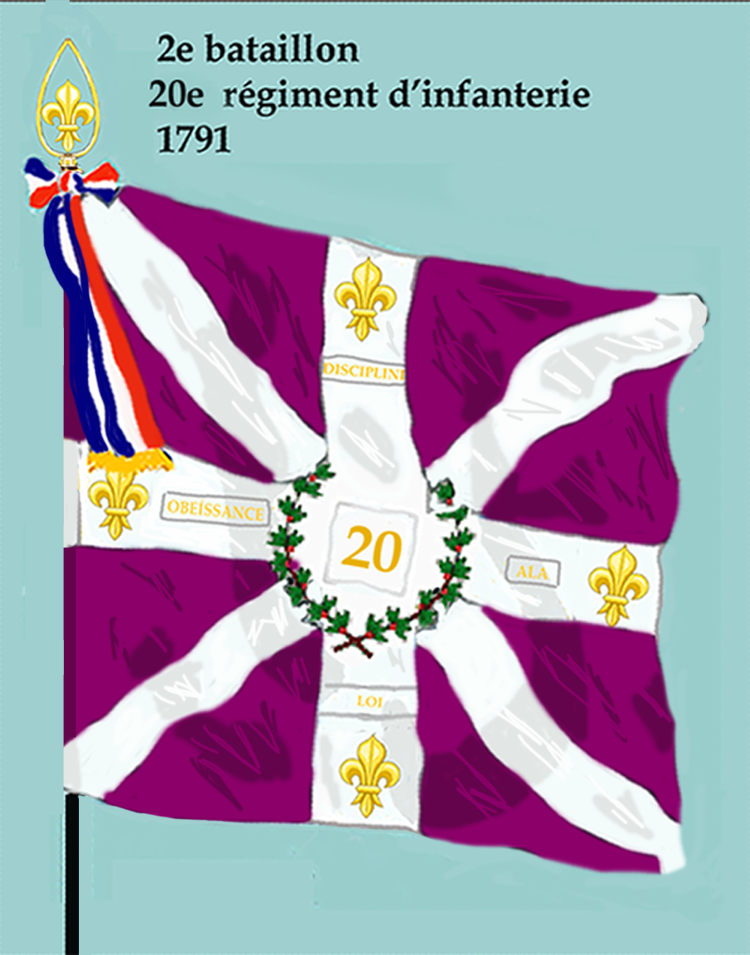
Drapeau du 2e bataillon du 20e régiment d'infanterie de ligne de 1791 à 1793

- 1792
  - Armée d'Italie
- 1794 :
  - Lors du premier amalgame création de la 20e demi-brigade de première formation, formée des :
    - 1er bataillon du 10e régiment d'infanterie (ci-devant Neustrie)
    - 2e bataillon de volontaires de la Lozère
    - 7e bataillon de volontaires de l'Isère également appelé 2e bataillon de grenadiers et chasseurs de l'Isère

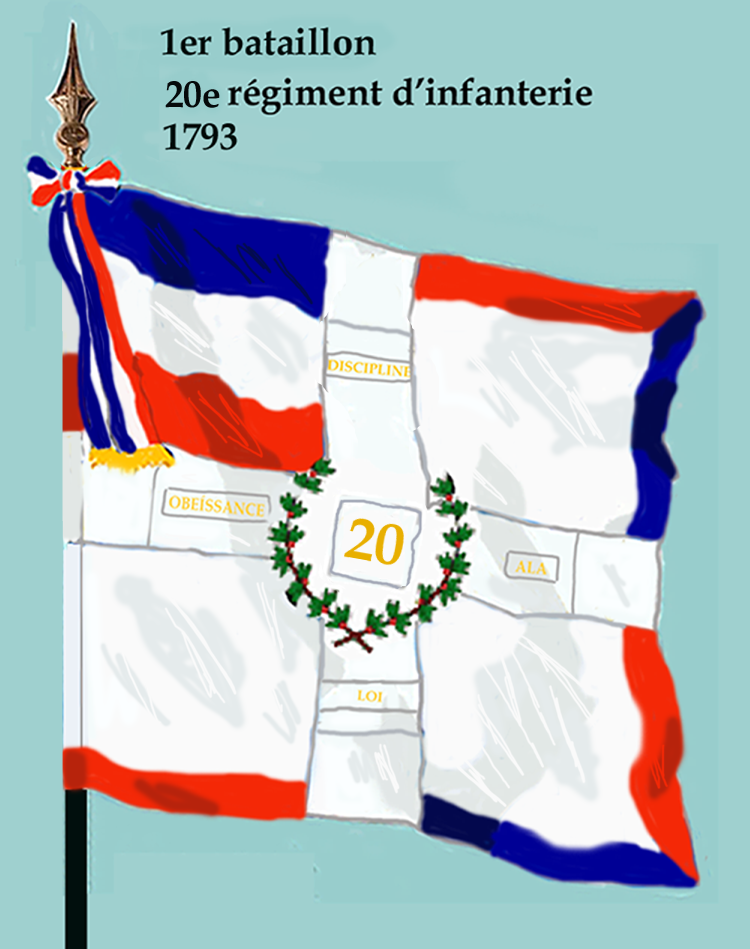
Drapeau du 1er bataillon du 20e régiment d'infanterie de ligne de 1793 à 1804
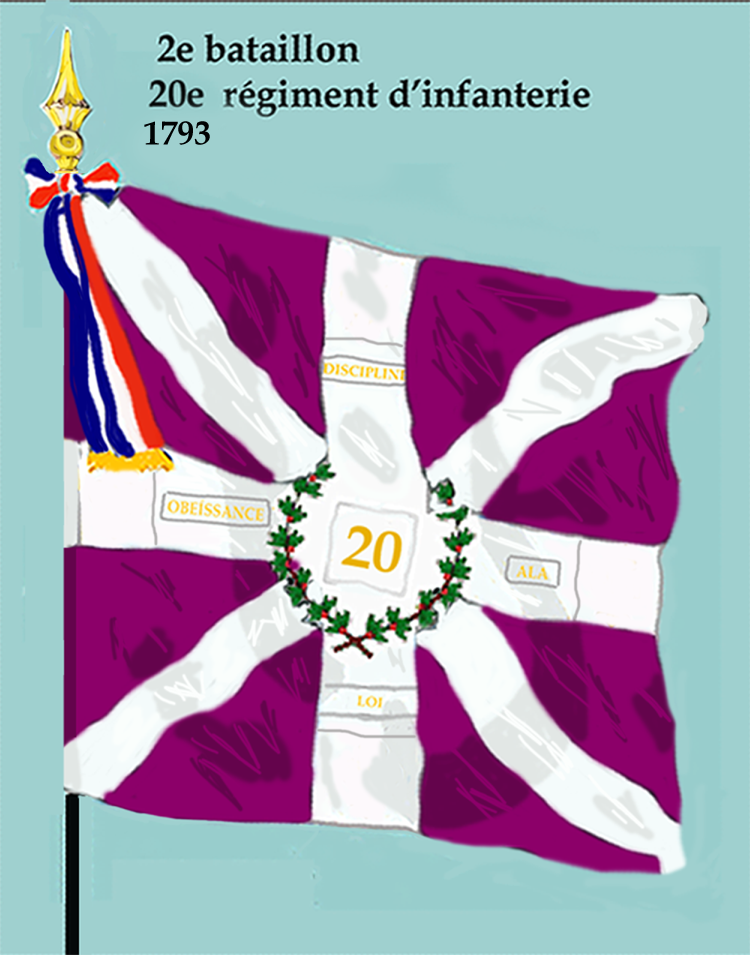
Drapeau du 2e bataillon du 20e régiment d'infanterie de ligne de 1793 à 1804

- 1796
  - Reformé en tant que 20e demi-brigade de deuxième formation avec les :
    - 1er bataillon de la 176e demi-brigade de première formation (2e bataillon du 98e régiment d'infanterie (ci-devant Bouillon), 4e bataillon des Fédérés Nationaux et Bataillon de Popincourt)
    - 179e demi-brigade de première formation (1er bataillon du 102e régiment d'infanterie[1], 6e bataillon de volontaires de Paris, 2e bataillon de volontaires de l'Oise)
    - 1er bataillon du 60e régiment d'infanterie (ci-devant Royal-Marine) (Non amalgamé et qui devait former le noyau de la 119e demi-brigade de première formation)
    - 11e bataillon de volontaires de la Haute-Saône
    - 2e bataillon de volontaires de Valenciennes
    - 15e bataillon des Fédérés Nationaux
    - 11e bataillon de volontaires du Bas-Rhin

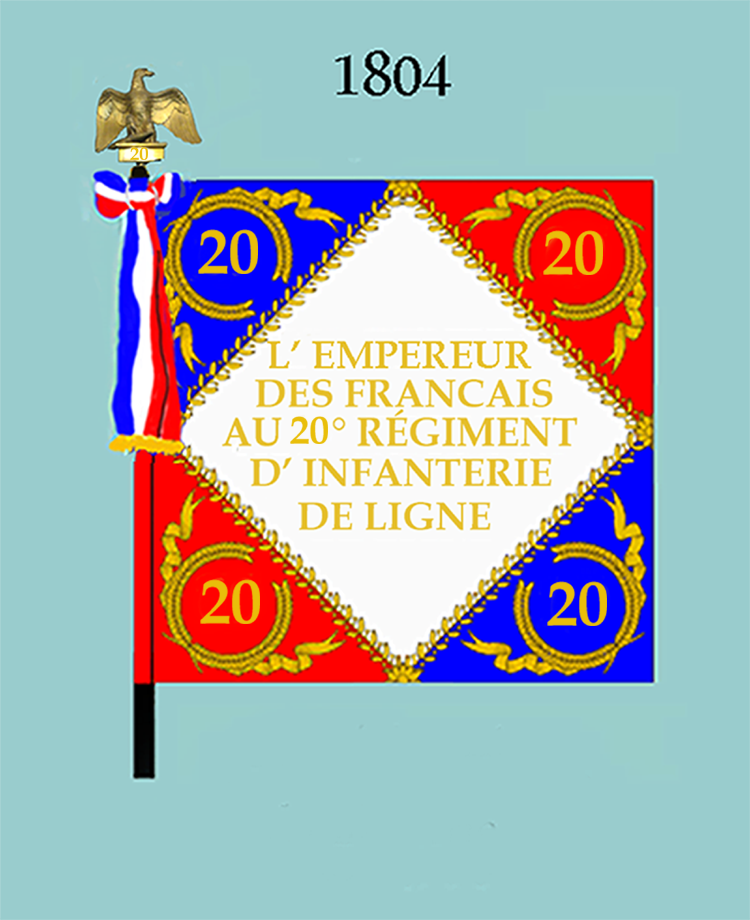
Drapeau modèle de 1804 (avers)
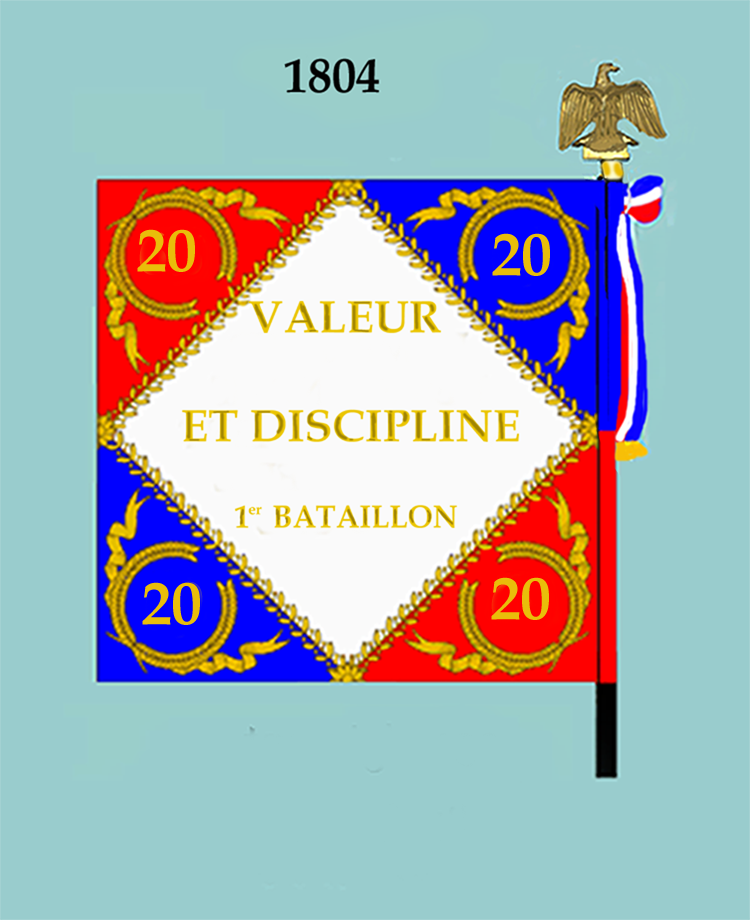
Drapeau modèle de 1804 (revers)

- 1805 : Bataille de Caldiero

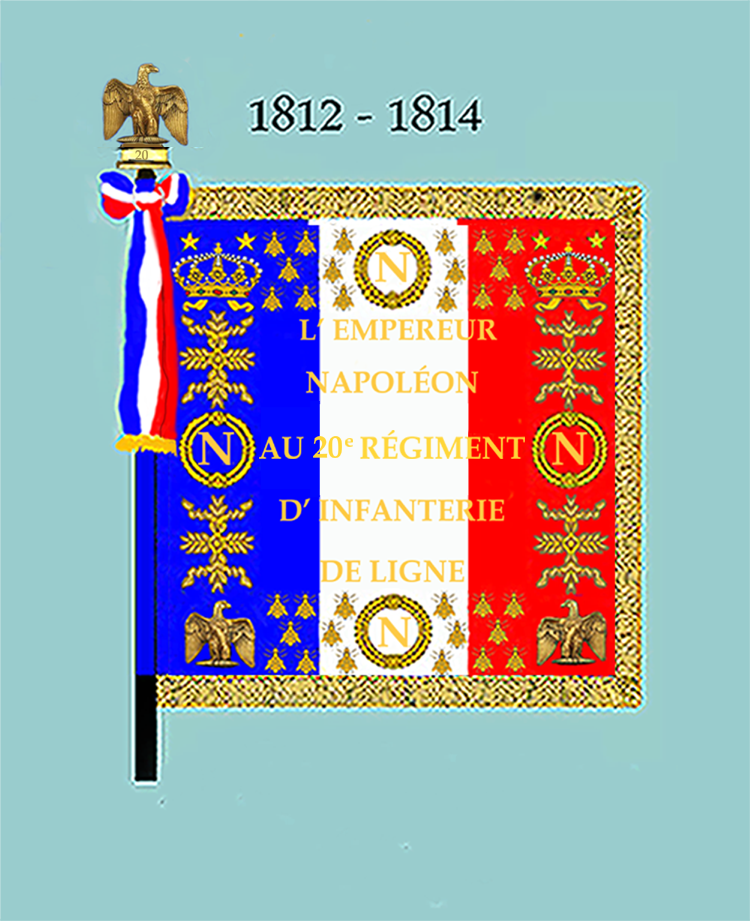
Drapeau modèle de 1812 (avers)
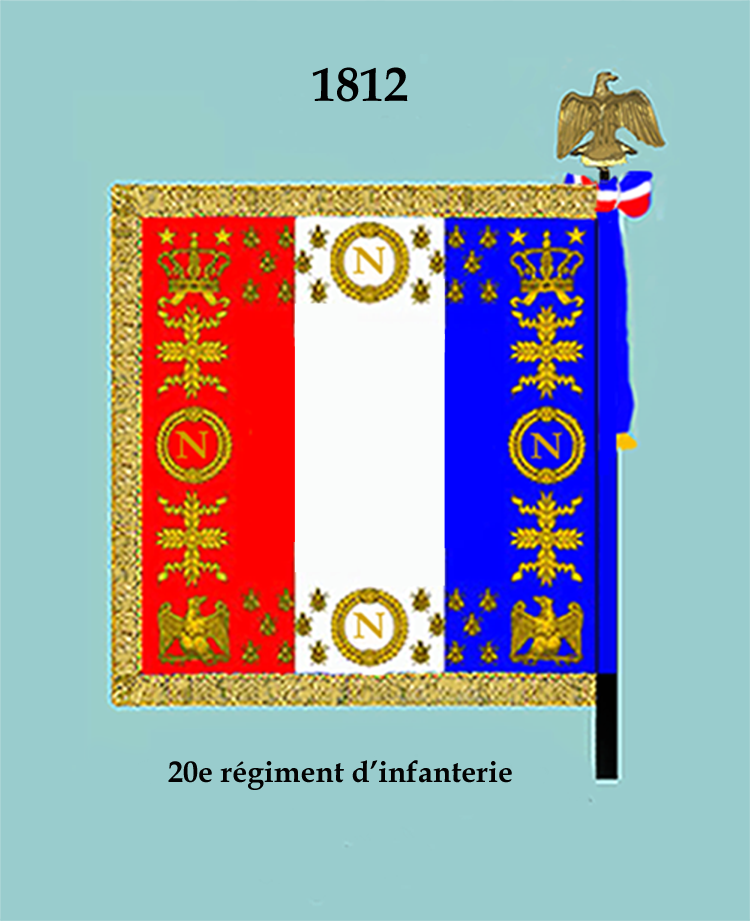
Drapeau modèle de 1812 (revers)

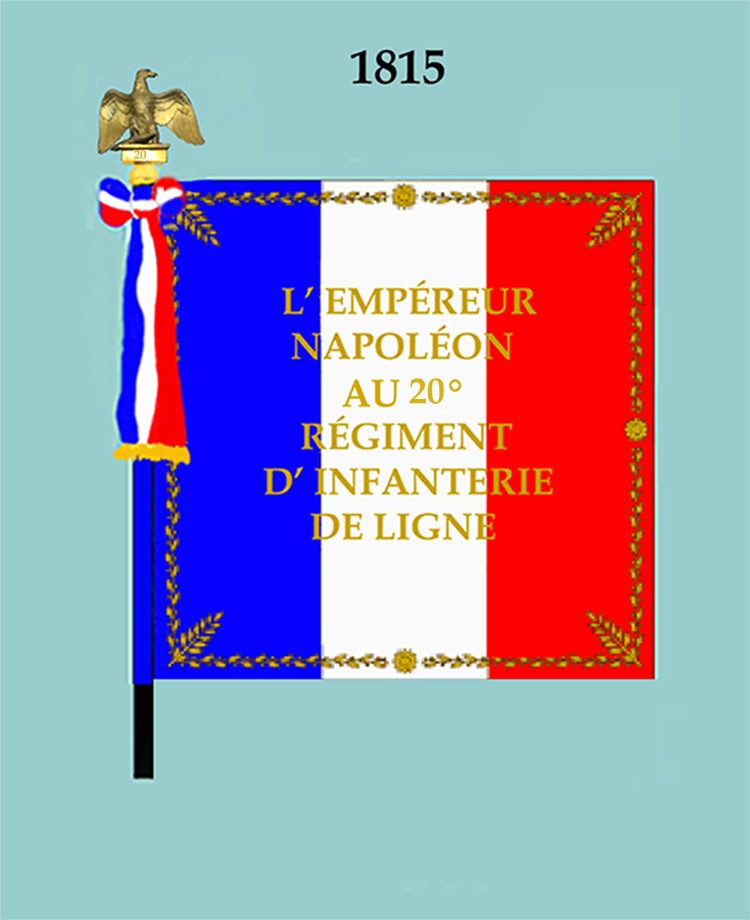
Drapeau modèle de 1815 (avers)
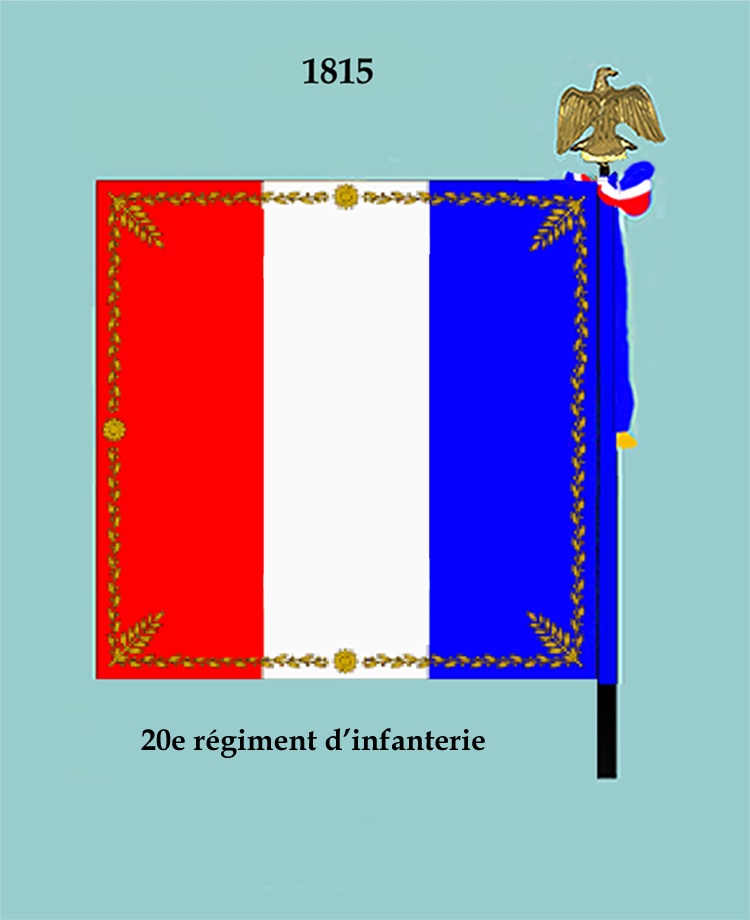
Drapeau modèle de 1815 (revers)

### 1815 à 1852
- 1830
  - expédition de 1830 qui marque le début de la conquête de l'Algérie par la France
  - 14 juin : Débarquement de Sidi-Ferruch
  - 19 juin : Bataille de Staoueli
  - 24 au 29 juin combats de Dely Ibrahim et Sidi Kalef
  - 30 juin au 5 juillet prise d'Alger
  - 17 au 24 novembre le 1er bataillon participe au combat du col de Mouzaïa et à l'expédition de Médéa (1830)

- 1830 : Une ordonnance du 18 septembre créé le 4e bataillon et porte le régiment, complet, à 3 000 hommes[2].

- 1831
  - du 7 au 10 mai expédition dans la Mitidja
  - le 25 juin expédition contre Médéha
  - le 1er juillet combat sur le plateau d'Ouara
- 1832
  - Novembre: rentre en France
- 1849
  - Corps expéditionnaire de la Méditerranée
  - Siège de Rome
- 1850
  - Repart en Algérie, combat en juin 1851 en Kabylie.

### Second Empire
- 1854-1855 : Guerre de Crimée;  bataille de l'Alma, bataille de Malakoff
  - Le 12 juin 1854 le Régiment quitte le camp de Boulahir ; il débarque le 16 juin à Varna.
  - 21 juillet 1854 Marche sur Dobrutcha. Le Régiment est éprouvé par le choléra ; dans la seule journée du 1er août, 358 hommes entrent à l’ambulance.
  - 18 août retour à Varna
  - 1er Septembre - les bataillons et l’État Major s’embarquent à Varna pour l’expédition de Crimé
  - 14 septembre: Débarquement en Crimée
  - 20 septembre: Bataille de l’Alma. Le Régiment concourt à l’attaque du télégraphe.
  - 30 septembre: Arrivée à Sébastopol
  - 2 octobre: Le Régiment fait partie du corps d’observation. - Un bataillon est détaché à Balaklava pour aider au débarquement du matériel de l’armée.
  - 11 octobre: Le Régiment prend part aux travaux du siège.
  - 26 octobre: Combats de Balaklava. - Le Régiment va prendre possession sur le mamelon en arrière de Balaklava. - Il y passe l’hiver.
  - 6 novembre Bataille d’Inkerman.
  - 12 à 14 décembre 1854 et 22 janvier 1855:  Un certain nombre de volontaires de voltigeurs sont détachés au corps de siège et font partie des éclaireurs volontaires.

Par décret du 2 mai 1859 le 20e régiment d'infanterie fourni 1 compagnie pour former le 101e régiment d'infanterie de ligne.
- 1864 : retourne en Algérie

En août 1870 le 20e régiment de marche est constitué à partir des 4e bataillons des 73e, 83e et 87e régiment de ligne.
En août 1870 le 20e régiment de marche est constitué à partir des 4e bataillons des 73e, 83e et 87e régiment de ligne.
le 1er novembre 1870 le 20e régiment de marche devient le 120e régiment d'infanterie de ligne
- Guerre franco-allemande : armée de Chalons : Bataille de Sedan
- Le 16 août 1870, le 4e bataillon du 20e régiment d'infanterie formé, pour la plupart, de nouveaux arrivants, quitte le dépôt pour créer le 7e régiment de marche qui formera la 2e brigade de la 1re division du 13e corps d'armée[3]

### 1871 à 1914
- 1881 à 1884 : prend part à l'expédition de Tunisie.

### Première Guerre mondiale
En 1914 le régiment est caserné à Montauban, Marmande et Casteljaloux. Il appartient à la 66e brigade d'infanterie de la 33e division d'infanterie du 17e corps d'armée .

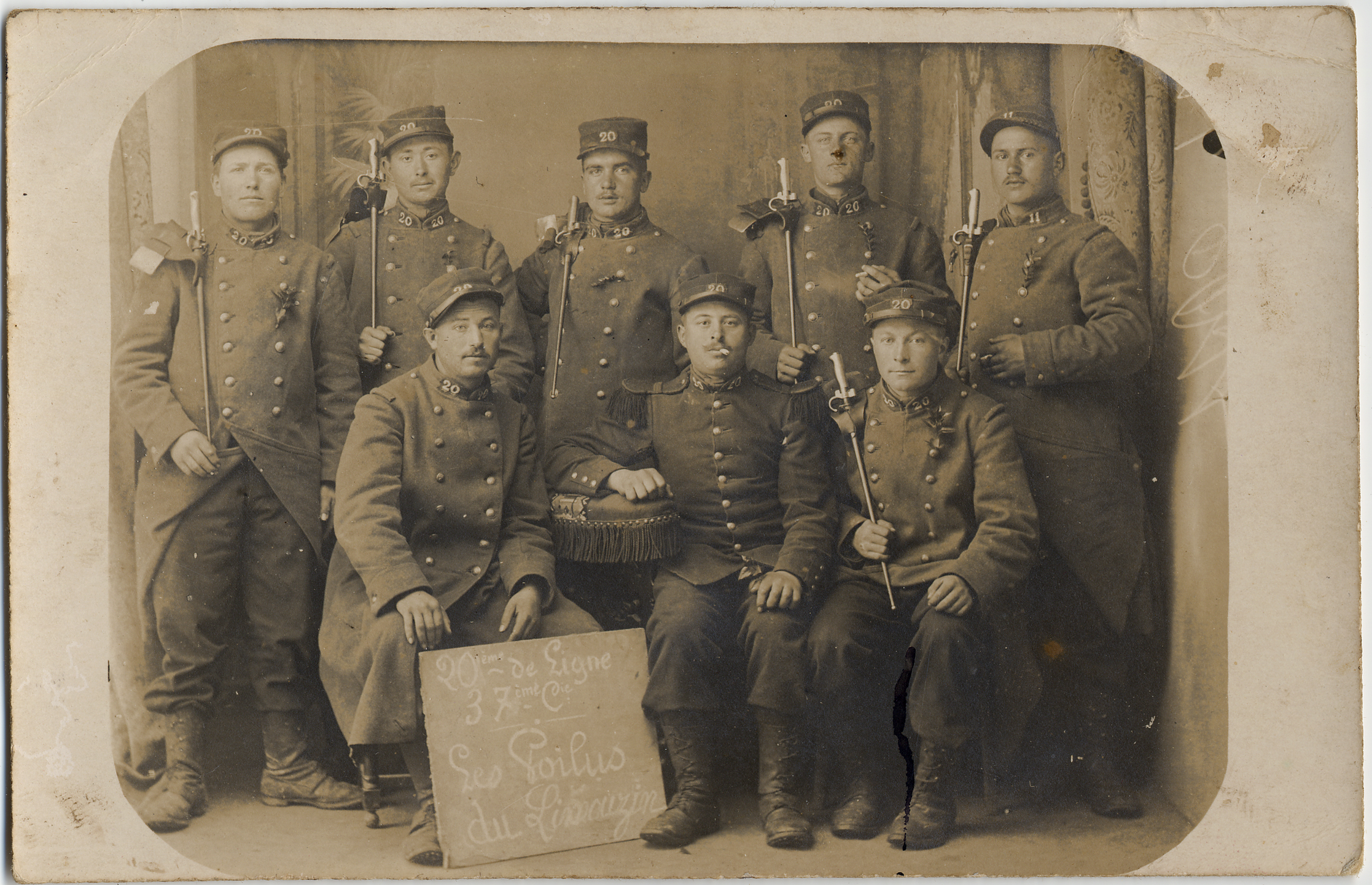
Soldats limousins de la classe 1915 lors de leur incorporation au, mars 1915.

Il participera exclusivement aux batailles du front de l'Ouest entre France et Belgique. Composé initialement de Gascons et d’hommes des départements de l’ancienne province de Guyenne, le régiment vit son recrutement d’origine modifié au cours de la guerre par l’incorporation de Limousins et de soldats de la Marche. La classe de 1915 vient de Bretagne, celle de 1916 de Normandie, celle de 1917 et 1918 de la région parisienne, de l’Eure et du Maine.

#### 1914
Le 5 août l’effectif est au complet avec 50 officiers et de 3.315 hommes de troupe repartis dans 3 bataillons. ils s’embarque pour Suippes et Cuperly dans la Marne sous le ordres du colonel Henri Detrie
Le régiment ayant rejoint la 4e armée, il marche en direction de la Belgique qu'il atteint le 21 août.

##### Combat d’Ochamps et retraite de Belgique (22 au 25 août 1914)
Le 22 août, le 202e régiment d'infanterie atteint Bertrix, dans les Ardennes belges, qu'il traverse pour rejoindre Ochamps. Le contact avec l'armée allemande se fait dans la forêt de Luchy. Celle-ci a eu le temps de s'installer sur la crête ainsi que de préparer son artillerie. Les combats du 22 août s'achèvent avec de lourdes pertes sans que les positions allemandes soit renversées : 26 officiers et 1 350 hommes manquent à l'appel. Il y aura 220 tués dont 10 officiers parmi lesquels le colonel Detrie, les commandants Gregory et Fiama. Le commandant Dizot responsable du 1er bataillon, dernier commandant en vie du régiment, prend le commandement de celui-ci.
La bataille des Frontières étant perdue, le régiment est débordé sur son flanc droit par manque de liaison avec le 12e corps d'armée. Le régiment entame une retraite jusqu'au 26 août où il franchit la Meuse à Mouzon pour s'établir sur une position défensive à Pourron.

##### Combats sur la Meuse (Mouzon 27 Août - Raucourt 28 Août)
L'objectif est de défendre le flanc droit pendant la Bataille de Guise qui à lieu le 29 août. Le 20e régiment d'infanterie défend le 27 août le pont permettant de franchir la Meuse à Mouzon avec succès. Le 28 en retraite vers Raucourt, il est demandé au régiment de contre-attaquer au bois de Cogneux. De nouveau face à une position défensive allemande sur une crête, soutenue par l'artillerie de 77 et 105, elle n'arrive pas à percer. Elle entame un mouvement de repli vers la Marne.
Le régiment franchit l'aisne à Voncq le 31 août. Le 2 septembre, elle est à Cuperly dans la Marne, son lieu d'arrivée lors de son déploiement en août 1914. Le repli continue jusqu'à Saint-Ouen le 6 septembre.

##### Bataille de la Marne (29 août-13 septembre 1914)
La 66e brigade d'infanterie, dont le 20e régiment d'infanterie fait partie, est en réserve d’armée dans les environs de Saint-Ouen. Le régiment va être engagé durant la bataille de Vitry qui forme l'un des fronts de la bataille de la Marne.
Étant en réserve, il n'est engagé qu'à partir du 8 septembre auprès du 50e régiment d'infanterie à Humbeauville. Le 9 septembre, les Allemands échouent à prendre le village, ce qui marque la limite de leur avancée lors de la bataille de la Marne. À partir du 10 septembre, le 20e régiment d'infanterie progresse vers Suippes qu'il atteint le 14 septembre. Des combats vont engager les trois bataillons et stopper la progression.
Les effectifs du régiment étant entamés, celui-ci est relevé le 23 septembre et part se cantonner à Laval-sur-Tourbe.

##### Stabilisation du front et bataille de Champagne (26 septembre - 17 mars 1915)
Le 25 septembre 1914, les effectifs sont complétés et le lieutenant-colonel René Mollandin prend le commandement du 20e régiment d'infanterie. Le chef de bataillon Alléhaut et le capitaine Espinet prennent le commandement du 2e et 3e bataillon. Cependant, une contre-offensive allemande oblige le 20e régiment d'infanterie à repartir au front dès le 26 septembre. La contre-offensive est un échec obligeant les Allemands à revenir à leur position initiale. Dès lors, la guerre des tranchées commence.
La vie du 20e régiment d'infanterie alterne entre la nuit la construction des retranchements, les patrouilles dans le No man's land et la tenue de la ligne du front à Perthes-lès-Hurlus (Bois rectangulaire).

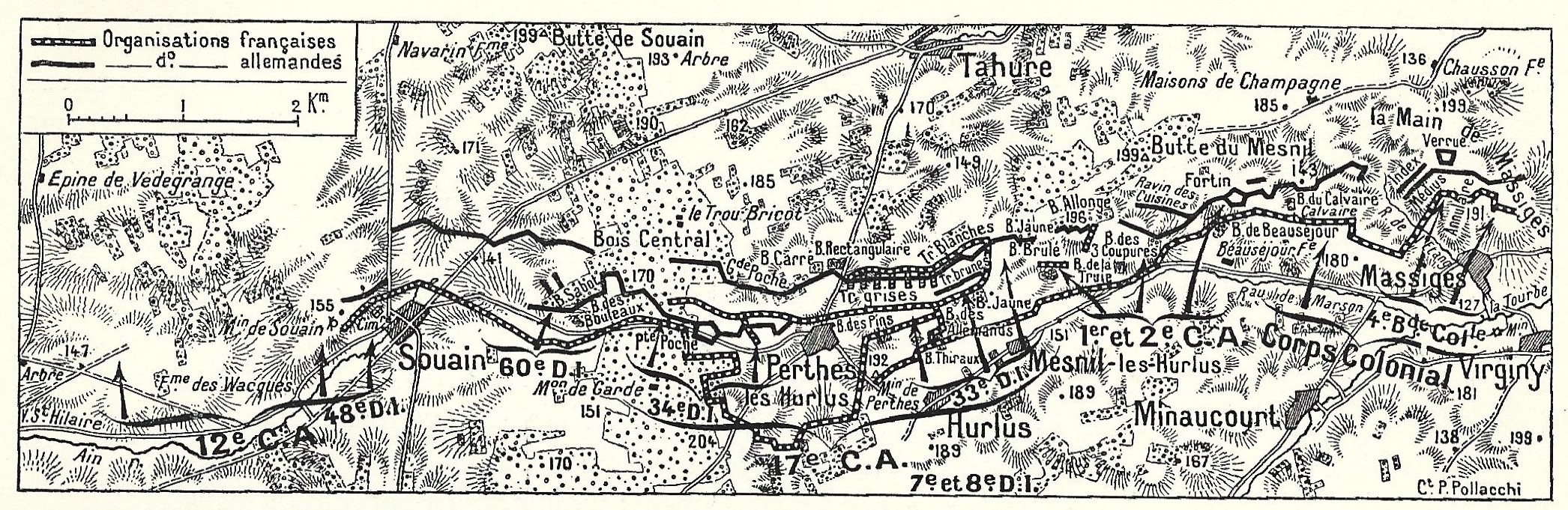
Le R.I. appartient à la 33e D.I. qui attaque depuis Hurlus.

À compter du 20 décembre 1914, la 4e armée reprend l'offensive lors de la la première bataille de Champagne. Le 20e régiment d'infanterie doit prendre les tranchées allemandes organisées en 3 lignes successives :
- Le 20 décembre, la ligne des "Tranchées Grises" est prise d'assaut par le 1er bataillon. Celui-ci se fait repousser. Le soir venu, il ne reste qu’un seul officier et 150 survivants. Neuf officiers sont tués dont le chef de bataillon et ses quatre commandants de compagnie (capitaine Mercherz, lieutenants Dhers, Morereau, Souque, Guillot, Saujon) ainsi que 718 hommes de troupe.
- Le 23 décembre, la ligne des "Tranchées brunes" est prise d'assaut par le 2e  bataillon. Cet assaut est un succès et la contre-offensive allemande est refoulée. Ces actions lui valurent d’être cité en ces termes à l’ordre de la brigade no 10 du 25 décembre 1914 :

« Le colonel commandant la 66e brigade cite à l’ordre le 20e régiment d'infanterie. Il adresse un hommage plein d’émotion aux braves du 1er bataillon, morts dans le plus bel élan patriotique, sous la conduite de l’héroïque commandant HEBRARD. 
Le 2e bataillon s’est illustré le 23 dans un assaut magnifique qui arrachait des cris d’admiration aux chefs qui l’observaient de leur poste de commandement. Honneur au commandant ALLEHAUT, à ses braves officiers, sous-officiers et soldats. »

— Général de Brigade SAVATIER
- Le 27 décembre, un assaut par une compagnie du 3e bataillon est ordonné pour consolider la position des "Tranchées brunes" en prenant le bois Jaune situé à droite des tranchées. La position est emportée.

À partir de cette date jusqu'au 28 janvier, le 20e régiment d'infanterie ne participe plus aux offensives dont la prise des "Tranchées blanches". Son rôle est de tenir et consolider les défenses prises aux Allemands. À compter du 29 janvier 1915, le régiment est mis au repos dans la zone de Somme-Suippe et Bussy-le-Château.
L'offensive reprend à compter du 16 février, le 20e régiment d'infanterie est positionné au nord de Perthes. Il prend d'assaut avec succès le bois rectangulaire le long de la route menant à Tahure puis repousse la contre-offensive allemande. Les pertes sont de 650 hommes dont une centaine de tués.
Les combats continuent pendant 4 jours afin de consolider les positions ainsi que purger les tranchées entrainant 42 morts supplémentaires et 115 blessés.
Le 22 février, le régiment est relevé et rejoint la zone de Somme-Suippe et Bussy-le-Château afin de se reformer et de compléter ses effectifs. Il reste au repos jusqu'au 8 mars puis remonte au front au nord-ouest de Perthes.
Le 10 mars, l'assaut est donné afin de prendre le bois carré situé à côté du bois rectangulaire. Les assauts ne permettent de l'atteindre. La 4e armée prépare une offensive générale prévue le 12 mars, l'objectif assigné au 20e régiment d'infanterie reste la prise du bois rectangulaire. Après ces 3 jours de combats, l'assaut est cette fois-ci victorieux. Il permet de prendre 350 mètres de tranchées. 150 soldats dont 3 officiers allemands sont faits prisonniers.
Cependant, la contre-attaque allemande en soirée réussit et les troupes abandonnent les tranchées prises pour se replier.
Le 14 mars, le régiment est relevé par le 103e régiment d'infanterie et part se cantonner à Bussy-le-Château. Il ne remontra plus en première ligne, la première bataille de Champagne se terminant le 17 mars.
Les résultats de l'offensive sont maigres malgré les assauts et les pertes. La 4e armée n'a progressé, dans le secteur de Perthes, que de 1 à 2 kilomètres dans la profondeur. Les lignes allemandes n'ont pas été brisées.

##### Transfert vers l'Artois (18 Mars - 8 Mai 1915)
Le 20e régiment d'infanterie quitte Somme-Suippe le 1er avril et gagne Rambulzin dans la Meuse. Il demeure en réserve dans la Bataille des Éparges.
Le 22 avril, il quitte la Meuse par voie ferrée pour être transporté jusqu'en Artois à Saint-Pol-sur-Ternoise. Le 5 mai, il se cantonne à Habarcq.

##### Seconde bataille de l'Artois puis troisième bataille de l'Artois (8 Mai 1915 - 1 Mars 1916)
Le 20e régiment d'infanterie reste rattaché à la 66e B.I., 33e D.I., ainsi qu'au 17e Corps d'Armée. Celui-ci est rattaché à la 10e armée française du général d'Urbal.
1915 (jusqu'à mars 1916) Artois : Thélus, Achicourt (mai-juil.) Agny, Bapaume, Saint Sauveur (cimetière)

#### 1916
1916 Lorraine (mars-avril) : Champenoux, Erbéviller, Arracourt 
1916 Champagne (mai-juil) : bois allongé, butte du Mesnil
1916 Bataille de Verdun (juil.-août) : ravin de la folie, Thiaumont, ravin des Vignes, Quatre Cheminées puis jusqu'à nov. : côte du Poivre, fort de Douaumont

#### 1917
1917 Saint-Mihiel (jan.-mars) : Tête à Vache, forêt d’Apremont 
1917 Marne : Moronvilliers, le Téton, le Casque, ferme de Moscou (avril mai)
1917 Saint-Mihiel (mai-nov.) : forêt d’Apremont, ravin de la Source, ouvrage Archer
1917 Verdun (déc.) : Les Chambrettes

#### 1918
1918 Wöevre (fév.-mai) : Monts-sous-les-Cotes, côte des Hures, Haudiomont 
1918 Marne (15-31 juillet) : Ourcq, Noroy-sur-Ourcq, cote 122, Nanteuil.
1918 Ailette (août-sept.) : Audignicourt, Guny, bois de Nogentel, Coucy-le-Château
1918 : Oise

### Entre-deux-guerres
Le 20e R.I. est dissous le 1er janvier 1920.

### Seconde Guerre mondiale
Dissous en 1920, le 20e R.I. n'a pas été recréé en 1939.
Son nom ne réapparaîtra qu'en 1984.

### 1945 à nos jours
- En 1984, le 35e groupement de camp de La Courtine a reçu la garde du Drapeau du 20e R.I ainsi que l'héritage de ses traditions et s'est appelé de 1984 aux années 2000 (époque de sa dissolution en tant que tel) "35e Groupement de Camp-20e régiment d'Infanterie " avec port de l'insigne du régiment et de sa fourragère aux couleurs du ruban de la croix de guerre 1914-1918. Entre 1988 et 1990, sous l'impulsion du Lieutenant-Colonel Yves LE COZ, commandant le 35e G.C./20e R.I., une Salle d'Honneur est créée selon les Traditions ; une plaquette retraçant l'historique du régiment est également réalisée par le chef de bataillon POUPEL, "officier-tradition" du Corps, et qui est désormais remise à chaque cadre et soldat.
- En 2009, le camp de La Courtine est dissous en tant que corps et le camp est placé sous la direction du 126e RI de Brive-la-Gaillarde. Le drapeau du 20e RI est transféré à Vincennes.
- En 2017, le 5 juillet, le camp de La Courtine redevient indépendant du 126e RI, formant donc dorénavant un corps à part entière[6].
- En 2019, le camp de La Courtine retrouve la garde du drapeau du 20e RI[7].

## Drapeau

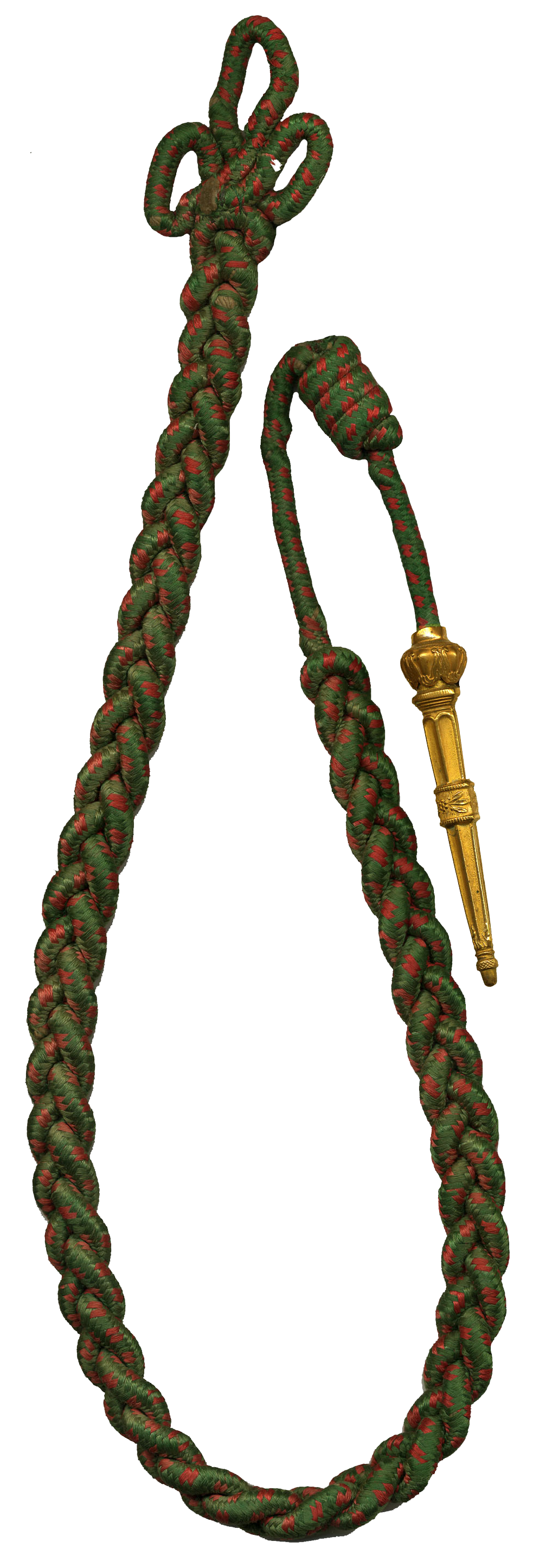
Fourragère aux couleurs du ruban de la croix de guerre 1914-1918.

Il porte, cousues en lettres d'or dans ses plis, les inscriptions suivantes :
- Caldiero 1805
- Valence 1812
- Alger 1830
- Sébastopol 1854-55
- Verdun 1916
- Les Monts 1917
- Soissonnais 1918
- L'Ailette 1918

- Sa garde a été confiée à l'École Nationale des Élèves Officiers de Réserve du Service de Santé des Armées (ENEORSSA) (1980-1984) à Libourne. Puis en 1984 au 35e Groupement de Camp de La Courtine qui a alors pris l’appellation de « 35e Groupement de Camp-20e régiment d'Infanterie ». Le Drapeau est entièrement restauré en 1990.

Le régiment étant dissous le 31 juillet 2009, l'emblème se trouve désormais au musée de l'Armée à Paris (hôtel des Invalides).
Depuis juillet 2019, le drapeau est de retour dans sa précédente affectation et est en garde au Camp de La Courtine.

## Décorations
Sa cravate est décorée de la Croix de guerre 1914-1918 avec trois citations à l'ordre de l'armée.
Il a le droit au port de la fourragère aux couleurs du ruban de la Croix de guerre 1914-1918.

## Devise
« On ne passe pas »

## Personnalités ayant servi au20eRI
- Louis-Joseph Hugo (1777-1853), incorporé au 20e RI en 1797.
- Joseph Léopold Sigisbert Hugo (1773-1828), alors chef de bataillon
- Patrice de Mac Mahon alors sous-lieutenant
- Edmond Pierre Jean Claire Barthélémy Rode (1816-1883) alors sous-lieutenant
- Louis Sailhan (1880-1915), poète et sergent au régiment lorsqu'il est tué à Perthes-lès-Hurlus le 11 mars 1915. Son nom est inscrit au Panthéon parmi les 560 écrivains morts au combat pendant la Première Guerre mondiale.
- Jean Grégoire Barthélemy Rouger de Laplane (1766-1837).

## Sources et bibliographie
- Archives militaires du château de Vincennes.
- À partir du Recueil d'Historiques de l'Infanterie française (Général Andolenko - Eurimprim, 1969).
- 20e régiment d'infanterie: extraits de l'historique